# Alianza Verde
Alianza Verde (en français : « Alliance verte ») est un parti politique écologiste de gauche espagnol, fondé en 2021.

## Histoire
Juan López de Uralde — cofondateur de Verdes Equo ayant rompu avec son parti en septembre 2019 quand celui-ci a préféré s'allier à Más País plutôt que rester membre d'Unidas Podemos — annonce le 10 juin 2021 la création d'Alianza Verde. Il présente cette formation, dont la co-direction revient à Carmen Molina, elle aussi ancienne dirigeante d'Equo, comme « la jambe écologiste » d'Unidas Podemos. La première assemblée fédérale du parti est organisée le 26 novembre 2022.